# Gouvernement Debré
Ve République
Gouvernement Charles de Gaulle III Gouvernement Georges Pompidou I
Le gouvernement Michel Debré est le premier gouvernement entré en vigueur sous la Ve République française. Toutefois, le troisième gouvernement Charles de Gaulle est resté en fonction au cours de la période transitoire entre l’entrée en vigueur de la nouvelle constitution le 4 octobre et la nomination de ce premier gouvernement stable, marquée par la mise en place des nouvelles institutions.
Cet article présente la composition du gouvernement français sous le Premier ministre Michel Debré du 8 janvier 1959 au 14 avril 1962.

## Contexte de formation

### Profil sociologique
5,4 % des ministres sont des anciens industriels ou gros commerçants, 8,1 % ont eu une profession libérale, et 10,8 % sont des cadres supérieurs du privé. La haute fonction publique représente plus de la moitié du gouvernement : 21,6 % des ministres sont issus des grands corps de l’État, 21,6 % de la préfectorale et de la diplomatie, et 10,8 % étaient hauts fonctionnaires dans d'autres administrations.
5,5 % sont des enseignants du supérieur, et 13,5 % ont anciennement une profession intellectuelle autre.

## Composition initiale
La nomination du Premier ministre et des membres du gouvernement est publiée au JO du 9 janvier 1959.

### Les six «portefeuilles» stables
Le gouvernement de Michel Debré se caractérise par la stabilité de six départements ministériels qui n’ont pas changé de titulaire entre 1959 et 1962 :
- Travaux publics et des Transports : Robert Buron
- Travail : Paul Bacon
- Questions sociales en Algérie : Nafissa Sid Cara
- Construction : Pierre Sudreau
- Anciens combattants : Raymond Triboulet
- Affaires étrangères : Maurice Couve de Murville

On y ajoutera évidemment le poste de Premier ministre, si l'on fait abstraction de l'intérim du ministère de l'Éducation nationale, assuré par Michel Debré du 23 décembre 1959 au 15 janvier 1960.

### Premier ministre
| Image        | Fonction         |  | Nom          | Parti |
| ------------ | ---------------- |  | ------------ | ----- |
| Michel Debré | Premier ministre |  | Michel Debré | UNR   |

### Ministres d'État
| Image                  | Fonction        |  | Nom                    | Parti |
| ---------------------- | --------------- |  | ---------------------- | ----- |
| Félix Houphouët-Boigny | Ministre d'État |  | Félix Houphouët-Boigny | RDA   |
| Félix Houphouët-Boigny | Ministre d'État |  | Louis Jacquinot        | CNIP  |
| Robert Lecourt         | Ministre d'État |  | Robert Lecourt         | MRP   |
| André Malraux          | Ministre d'État |  | André Malraux          | UNR   |

### Ministres
| Image          | Fonction                                          |  | Nom                       | Parti       |
| -------------- | ------------------------------------------------- |  | ------------------------- | ----------- |
|                | Garde des Sceaux, ministre de la Justice          |  | Edmond Michelet           | UNR         |
|                | Ministre des Affaires étrangères                  |  | Maurice Couve de Murville | SE puis UNR |
|                | Ministre de l'Intérieur                           |  | Jean Berthoin             | RAD         |
|                | Ministre des Armées                               |  | Pierre Guillaumat         | SE puis UNR |
| Antoine Pinay  | Ministre des Finances et des Affaires économiques |  | Antoine Pinay             | CNIP        |
|                | Ministre de l'Éducation nationale                 |  | André Boulloche           | DVG         |
| Robert Buron   | Ministre des Travaux publics et des Transports    |  | Robert Buron              | MRP         |
|                | Ministre de l'Industrie et du Commerce            |  | Jean-Marcel Jeanneney     | SE puis UNR |
|                | Ministre de l'Agriculture                         |  | Roger Houdet              | CNIP        |
|                | Ministre du Travail                               |  | Paul Bacon                | MRP         |
|                | Ministre de la Santé publique et de la Population |  | Bernard Chenot            | SE          |
| Pierre Sudreau | Ministre de la Construction                       |  | Pierre Sudreau            | SE          |
|                | Ministre des Anciens combattants                  |  | Raymond Triboulet         | UNR         |
|                | Ministre des Postes et Télécommunications         |  | Bernard Cornut-Gentille   | UNR         |
|                | Ministre de l'Information                         |  | Roger Frey                | UNR         |

### Ministres délégués
| Image             | Fonction                                                                                                | Ministre de rattachement |  | Nom               | Parti |
| ----------------- | --- | ------------------------ |  | ----------------- | ----- |
| Jacques Soustelle | Ministre délégué chargé du Sahara, des Départements et territoires d'outre-mer et de l'Énergie atomique | Premier ministre         |  | Jacques Soustelle | UNR   |

### Secrétaires d'État
| Image                    | Fonction                                                         | Ministre de rattachement                          |                          | Nom                       | Parti |
| ------------------------ | ---------------------------------------------------------------- | ------------------------------------------------- | ------------------------ | ------------------------- | ----- |
|                          | Secrétaire d'État chargée des Questions sociales en Algérie      | Premier ministre                                  |                          | Nafissa Sid Cara          | SE    |
|                          | Secrétaire d'État chargé des Problèmes d'administration générale | Premier ministre                                  |                          | Pierre Chatenet           | SE    |
|                          | Secrétaire d'État chargé de l'Intérieur                          | Ministre de l'Intérieur                           |                          | Michel Maurice-Bokanowski | UNR   |
|                          | Secrétaire d'État chargé des Affaires économiques                | Ministre des Finances et des Affaires économiques |                          | Max Fléchet               | CNIP  |
| Valéry Giscard d'Estaing | Secrétaire d'État chargé des Finances                            | Ministre des Finances et des Affaires économiques | Valéry Giscard d'Estaing | CNIP                      |       |
|                          | Secrétaire d'État chargé de l'Industrie et du Commerce           | Ministre de l'Industrie et au Commerce            |                          | Joseph Fontanet           | MRP   |

### Femme au gouvernement
Le gouvernement compte une femme ministre, en la personne de Nafissa Sid Cara, secrétaire d’État auprès du Premier ministre chargée des questions sociales en Algérie et de l'évolution du statut personnel de droit musulman.

## Répartition partisane
| Parti                         | Parti                                       | Premier ministre | Ministres d'État | Ministres | Ministres délégués | Secrétaires d'État | Total |
| ----------------------------- | ------------------------------------------- | ---------------- | ---------------- | --------- | ------------------ | ------------------ | ----- |
| Répartition le 9 janvier 1959 | Répartition le 9 janvier 1959               | 1                | 4                | 15        | 1                  | 6                  | 27    |
|                               | Union pour la nouvelle République           | 1                | 1                | 4         | 1                  | 1                  | 8     |
|                               | Centre national des indépendants et paysans |                  | 1                | 2         |                    | 2                  | 5     |
|                               | Mouvement républicain populaire             | 1                | 2                |           | 1                  | 4                  |       |
|                               | Rassemblement démocratique africain         | 1                |                  |           |                    | 1                  |       |
|                               | Sans étiquette                              |                  | 5                |           | 2                  | 7                  |       |
|                               | Parti radical-socialiste                    |                  | 1                |           |                    | 1                  |       |
|                               | Divers gauche                               |                  | 1                |           |                    | 1                  |       |

## Modifications

### Ajustement du 27 mars 1959
- Ministre d'État, chargé de la Coopération : Robert Lecourt (précédemment « ministre d'État »)

### Ajustement du 20 mai 1959
- Cessation des fonctions de Félix Houphouët-Boigny (« ministre d'État »).

### Remaniement du 28 mai 1959
- Cessation des fonctions de Jean Berthoin (« ministre de l'Intérieur ») et de Roger Houdet (« ministre de l'Agriculture »).
- Ministre de l'Intérieur : Pierre Chatenet (précédemment secrétaire d'État chargé des Problèmes d'administration générale)
- Ministre de l'Agriculture : Henri Rochereau

### Ajustement du 22 juillet 1959
- Ministre d'État, chargé des Affaires culturelles : André Malraux (précédemment « ministre d'État »)

### Remaniement du 23 juillet 1959
Entrent au gouvernement :
- Ministre conseiller : Philibert Tsiranana
- Ministre conseiller : Gabriel Lisette
- Ministre conseiller : Léopold Sédar Senghor
- Ministre conseiller : Félix Houphouët-Boigny

### Ajustement 24 juillet 1959
- Secrétaire d'État auprès du Premier ministre, chargé de la Fonction publique : Louis Joxe

### Remaniement du 17 novembre 1959
- Ministre de l'Industrie : Jean-Marcel Jeanneney (précédemment « ministre de l'Industrie et du Commerce »)
- Secrétaire d'État au Commerce intérieur : Joseph Fontanet (précédemment « secrétaire d'État à l'Industrie et au Commerce »)
- Secrétaire d'État aux Affaires économiques extérieures : Max Fléchet (précédemment « secrétaire d'État aux Affaires économiques »)

### Remaniement du 23 décembre 1959
- Cessation des fonctions d'André Boulloche, ministre de l'Éducation nationale.
- Ministre de l'Éducation nationale par intérim : Michel Debré, Premier ministre

### Remaniement du 13 janvier 1960
- Cessation des fonctions d'Antoine Pinay, ministre des Finances et des Affaires économiques.
- Ministre des Finances et des Affaires économiques : Wilfrid Baumgartner

### Remaniement du 15 janvier 1960
- Cessation des fonctions de Michel Debré, Ministre de l'Éducation nationale par intérim, nommé le 23 décembre 1959.
- Ministre de l'Éducation nationale : Louis Joxe (précédemment « secrétaire d'État auprès du Premier ministre, chargé de la Fonction publique »)

### Ajustement du 19 janvier 1960
Cessation des fonctions de Max Fléchet, précédemment Secrétaire d'État aux Affaires économiques extérieures, nommé à cette fonction le 17 novembre 1959, apparemment non remplacé.

### Remaniement du 5 février 1960
- Cessation des fonctions de Bernard Cornut-Gentille, ministre des Postes et Télécommunications, et Jacques Soustelle, Ministre délégué auprès du Premier ministre, chargé du Sahara, des Territoires d'outre-mer, Départements d'outre-mer et de l'Énergie atomique[4].
- Ministre d'État, chargé du Sahara, et des Territoires et départements d'outre-mer : Robert Lecourt (précédemment « ministre d'État, chargé de la Coopération »)
- Ministre délégué auprès du Premier ministre : Roger Frey (précédemment « ministre de l'Information »)[4]
- Ministre des Postes et Télécommunications : Michel Maurice-Bokanowski (précédemment « secrétaire d'État à l'Intérieur »)[4]
- Ministre délégué auprès du Premier ministre, chargé de l'Énergie atomique : Pierre Guillaumat (précédemment « ministre des Armées »)[4]
- Ministre des Armées : Pierre Messmer[4]
- Ministre de l'Information : Louis Terrenoire[4]
- Secrétaire d'État chargé des Relations avec les États de la Communauté : Jean Foyer[4]

### Ajustement du 19 mars 1960
- Ministre délégué auprès du Premier ministre, chargé de l'Énergie atomique et de la Fonction publique : Pierre Guillaumat (précédemment « Ministre délégué auprès du Premier ministre, chargé de l'Énergie atomique »)

### Remaniement du 22 novembre 1960
- Ministre d'État, chargé des Affaires algériennes : Louis Joxe (précédemment « Ministre de l'Éducation nationale »)
- Ministre de l'Éducation nationale par intérim : Pierre Guillaumat, en supplément des fonctions déjà occupées (fin de cet intérim le 20 février 1961)

### Ajustement du 20 février 1961
- Ministre de l'Éducation nationale : Lucien Paye

### Remaniement du 6 mai 1961
- Cessation des fonctions de Pierre Chatenet, ministre de l'Intérieur.
- Ministre de l'Intérieur : Roger Frey (précédemment « Ministre délégué auprès du Premier ministre »)

### Remaniement du 18 mai 1961
- Ministre de la Coopération : Jean Foyer (précédemment « secrétaire d'État chargé des Relations avec les États de la Communauté », apparemment non remplacé dans cette fonction)
- Secrétaire d'État aux Affaires étrangères : Georges Gorse

### Remaniement du 19 mai 1961
Cessation des fonctions de Philibert Tsiranana, Gabriel Lisette, Léopold Sédar Senghor et Félix Houphouët-Boigny, « ministres conseillers » nommés le 23 juillet 1959.

### Remaniement du 24 août 1961
- Cessation des fonctions de Robert Lecourt, ministre d'État, chargé du Sahara, et des Territoires et départements d'outre-mer.
- Cessation des fonctions d'Edmond Michelet, Garde des Sceaux, ministre de la Justice.
- Cessation des fonctions d'Henri Rochereau, ministre de l'Agriculture.
- Ministre délégué auprès du Premier ministre : Louis Terrenoire (précédemment « ministre de l'Information »)
- Secrétaire d'État auprès du Premier ministre, chargé de l'Information : Christian de La Malène
- Secrétaire d'État aux rapatriés : Robert Boulin
- Secrétaire d'État au Commerce intérieur : François Missoffe
- Ministre d'État, chargé du Sahara, des Territoires et départements d'outre-mer : Louis Jacquinot (précédemment « ministre d'État »)
- Secrétaire d'État, chargé du Sahara, des Départements et territoires d'outre-mer : Jean de Broglie
- Garde des Sceaux, ministre de la Justice : Bernard Chenot (précédemment « ministre de la Santé publique et de la Population »)
- Ministre de la Santé publique et de la Population : Joseph Fontanet
- Ministre de l'Agriculture : Edgard Pisani

### Remaniement du 18 janvier 1962
- Cessation des fonctions de Wilfrid Baumgartner, ministre des Finances et des Affaires économiques, nommé le 13 janvier 1960.
- ministre des Finances et des Affaires économiques : Valéry Giscard d'Estaing (précédemment « secrétaire d'État aux Finances », apparemment non remplacé dans cette fonction).

## Démission du gouvernement
Le 14 avril 1962, Michel Debré remettait la démission de son gouvernement au président de la République, Charles de Gaulle. Celui-ci nommait le jour même Georges Pompidou Premier ministre.